# Reservierungsbuch

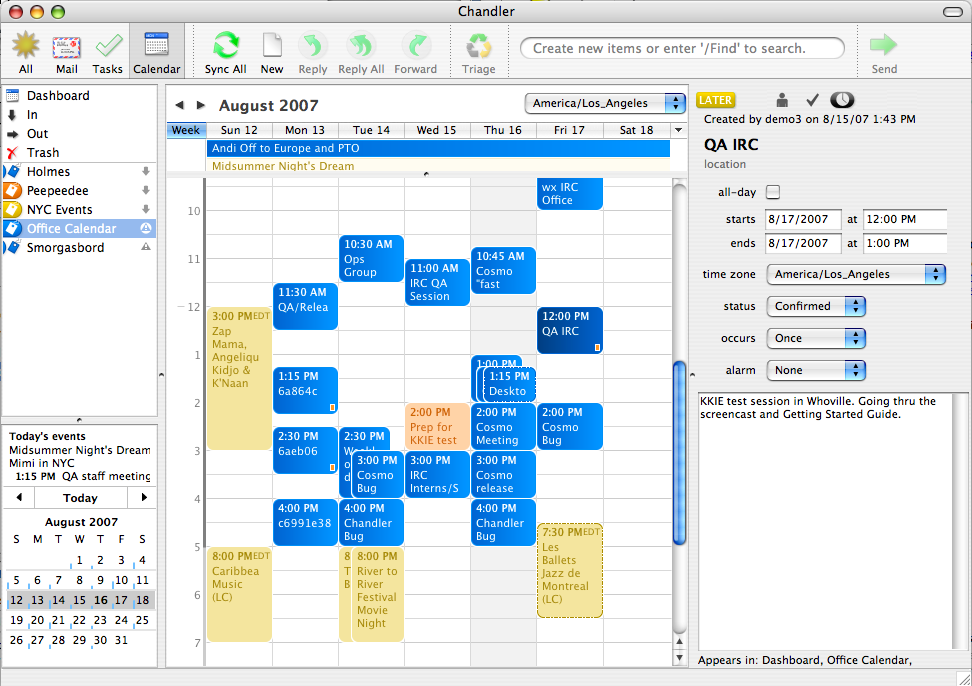
Beispiel eines digitalen Reservierungsbuchs

Ein Reservierungsbuch ist ein großformatiger Kalender, der dazu dient, Reservierungen festzuhalten.

## Anwendungen
Angewendet werden Reservierungsbücher vor allem in der Gastronomie, der Hotellerie, in Arztpraxen, Sport- und Freizeiteinrichtungen, bei Behörden und Dienstleistern. Aus rechtlicher Sicht kommt eine Beherbergungsvertrag dadurch zustande „dass nach einer per Fax übersandten Hotelzimmerbestellung eine Eintragung in das für Zimmerreservierungen vorgesehene Reservierungsbuch des Hotels erfolgt.“

### Digitale Reservierungsbücher
Neben analogenen Reservierungsbuch werden zunehmend digitale Reservierungsbücher genutzt, zumeist über eine Software oder eine Onlineanwendung (SAAS). Entsprechende Anwendungen können in die Homepage des jeweiligen Unternehmens, Dienstleisters oder der jeweiligen Institution eingebunden werden. Sie ermöglichen dem Nutzer oder dem potentiellen Kunden, eine Reservierung von einem Desktop-PC oder einem mobilen Endgerät vorzunehmen. Eine Benachrichtigung des Nutzers über eine eingehende Reservierung kann entweder über E-Mail oder SMS erfolgen. Andere Reservierungssysteme realisieren hingegen direkt die eingegangene neue Reservierung über einen Eintrag in einem hinterlegten Kalender oder eine Datenbank.